# Альфонсо II (король Неаполю)
Альфонсо II (*Alfonso II, Неаполь, 4 листопада 1448 —Мессіна,18 грудня 1495) — король Неаполя і Єрусалиму у 1494—1495 роках.

## Біографія

### Герцог Калабрії
Походив з династії Трастамара. Син Фердинанда I, короля Неаполя і Єрусалиму, й Ізабелли де Клермон. Народився в Неаполі у 1448 році. Освіту здобув під орудою гуманіста Джованні Понтано. У 1458 році отримав титул герцога Калабрії. У 1463 році після смерті двоюрідного діда Джованні Антоніо Орсіні успадкував частину князівства Таранто. У 1467 році очолив військо, яке виступило на користь Флоренції у боротьбі з Венеційською республікою, де виявив військові здійбності.
У 1478 році після змови Пацці очолив війська Неаполя, що рушили проти Флорентійської республіки. До нього приєднався з папським військом Федеріго Монтефельтро, граф Урбіно. Незабаром на бік неаполітанців перейшла Сієнська республіка, одвічний ворог Флоренції. У 1479 році доволі швидко вдалося захопити К'янті, Радду, Кастелліну. Слідом за цим зайняв Ареццо й оточив фортецю Монте-Сан-Савіно. Тут до Альфонсо доєднався Ерколе I, маркиз Феррари. Зрештою союзники захопили фортецю.
Після цього здобув перемогу при Поджибонсі, після цього зайняв саму фортецю Поджибонсі, Віко, Чертальдо і Колле. Зрештою встановив повний контроль на Сієною, звідки погрожував Флоренції. Після укладання договору між Лоренцо Медичі і Фердинандом II бойові дії припинилися, але Альфонсо залишався у Тоскані.
У 1480 році він вимушений був повернутися на південь Італії з огляду на захоплення османами міста Отранто. Але Альфонсо обмежився діями, що забезпечували захист інших апулійських міст. У 1481 році, скориставшись смертю султана Мехмеда II, Альфонсо зумів відвоювати Отранто, полонені турки увійшли до складу його війська.
У 1482 році за наказом батька рушив на допомогу Феррари, що вступила у конфлікт з Венеційською республікою. Втім папа римський Сикст IV, що підтримав венеційців, відмовився пропусти неаполітанців через Папську область. Тоді Альфонсо вирішив силою пройти цими землями, але його місце заступив кондотьєр Роберто Малатеста, який завдав поразки Альфонсо у битві при Кампоморто. Після цього Альфонсо відступив до Неаполітанського королівства.
У 1483 році після конфлікту Сикста IV з Венецією, Альфонсо разом з папським кондотьєром Вірджиніо Орсіні рушив на допомогу Феррарі, територію якої фактично захопила Венеція. Коаліція зуміла захопити Бергамо, Брешію і Верону, підійшовши до самої Венеції, але зрештою венеційці, скориставшись недовірою між володарями Мілану і Неаполя, зуміли укласти вигідний мир. У 1484 році Альфонсо повернувся до Неаполя.
У 1485 році брав участь у придушенні змови баронів, був одним з активних прихильників страти заколотників, що й було здійснено. Після цього на Неаполь було накладено інтердикт. У віповідь Альфонсо рушив проти папи римського Інокентія VIII. Йому на допомогу виступили флорентійці. Але союзники не зуміли захопити Рим. У 1486 році було укладено новий мирний договір.

### Королювання
Після смерті батька у 1494 році успадкував трон. В цей момент королівство знаходилося у складному стані, оскільки проти Неаполя готувався похід французьких військ на чолі із Карлом VIII Валуа, якого підтримував Людовіко Сфорца, герцог Міланський.
В цих умовах Альфонсо II вдалося домовитися з папою Олександром VI Борджіа, обіцяючи влаштувати шлюб своєї доньки з папським сином та сплативши 200 тис. дукатів. Коронація відбулася 8 травня. Втім папська курія надала лише моральну підтримку неаполітанському королю.
У 1495 році до Італії вдерлися війська короля Франції. Спроба Альфонсо II підірвати міць ворога на морі виявилася невдалою: неаполітанський флот на чолі із його братом Фредеріком зазнав поразки від союзного французам генуезького флоту у битві при Порто Венере. Незабаром без бою капітулювала перед французьким королем Флорентійська республіка, важливий союзник Альфонсо II.
В цим умовах король Неаполя вирішив зректися трону, що й відбулося 22 лютого 1495 році. Владу передано сину останнього — Фердинанду. Слідом за цим колишній король перебрався до Сицилії, де став ченцем в м. Мессіна і помер того ж року 18 грудня.

## Сім'я
Дружина — Іпполіта Марія, донька Францеско Сфорца, герцога Мілану.
Діти:
- Фердинанд (1469—1496), король Неаполя у 1495—1496 роках.
- Ізабелла (1470—1524), дружина Джан Галеаццо Сфорца, герцога Мілана.
- П'єро (1472—1491), князь Россано.

Коханка — Трогія Газзела.
Діти:
- Санча (1478—1506), дружина Джофре Борджа (сина папи римського Олександра VI).
- Альфонсо (1481—1500), герцог Бішельє і князь Салерно, чоловік Лукреції Борджа.